# 養源寺 (豊岡市)
養源寺（ようげんじ）は、兵庫県豊岡市元町にある禅宗曹洞宗の寺院。もともとは、豊岡奈佐谷にあって天台宗養寿院といわれていたが、兵火に焼かれ、岩井の大原山に移転・再建された。元亀3年(1572年)垣屋・田結庄の争いにより、養寿院が再び焼かれたとあるが、慶長元年(1596年) 豊岡領主であった杉原光公により、丹波円通寺の天有育厳和尚を勧請して開山し、南洲存浦和尚を二世として曹洞宗に改宗したとされる。末寺20数ヶ寺を擁する但馬曹洞宗の中心寺院とされ、墓地には「大石りく」の祖父にあたる「石束源五兵衛毎術」の墓碑があるとされる。

## 歴史
- 慶長6年(1601年) 町内の大火で類焼し、諸堂を再建
- 大正14年(1925年) 北但大震災により鐘楼堂以外、全て倒壊焼失
- 昭和10年(1935年) 客殿が再建
- 昭和19年(1944年) 庫裏が再建
- 昭和37年(1962年) 本堂が完成